# Tatyana Ali
Tatyana Marisol Ali (Long Island, 24 de janeiro de 1979) é uma atriz, cantora, compositora, filantropa, ativista social e historiadora norte-americana. Ficou mundialmente conhecida por seu trabalho na série de televisão The Fresh Prince of Belair, interpretando a adolescente Ashley Banks.

## Biografia
Ali nasceu em uma família multirracial de classe média, na cidade de Long Island, no estado de Nova Iorque. É a filha mais velha de Sônia, uma enfermeira, e Sheriff Ali, um detetive. A artista tem duas irmãs mais novas, Anastasia e Kimberly. Oriunda de uma família multicultural, sua mãe é panamenha de ascendência indígena e espanhola, e seu pai é trinitino, de ascendência queniana e indiana. Devido às influências culturais de sua família, Tatyana é bilíngue em inglês e espanhol.

## Carreira
Aos 5 anos, Ali já havia ganho duas vezes o concurso do Star Search na televisão, e aos 7, começou sua carreira como cantora, e logo depois como atriz, atuando como Tatyana em episódios de Sesame Street. Porém, até então, Tatyana Ali era apenas mais um nome qualquer em Hollywood, até que foi escalada como Ashley Banks na popular sitcom da NBC, The Fresh Prince of Belair, onde, além de atuar, pôde cantar em vários episódios. Seu companheiro de trabalho, Will Smith, apoiou sua carreira como cantora desde o início, após constatar o talento da colega, mas ela passaria mais cinco anos no seriado antes de se dedicar à música por completo.
Seu álbum de estreia foi Kiss the Sky, que ganhou disco de ouro no início de 1999. O álbum lançou o hit Daydreamin', que chegou ao 6º lugar nas paradas de sucesso britânicas e estadunidenses ao mesmo tempo. Na Grã-Bretanha, o sucesso se expandiu para outros dois singles, Boy You Knock Me Out - com Will Smith - e Everytime.
Em 2005, Ali completou seu trabalho no filme Glory Road e estrelou o videoclipe de Nick Cannon e Anthony Hamilton, Can I Live?, como a mãe do primeiro. 

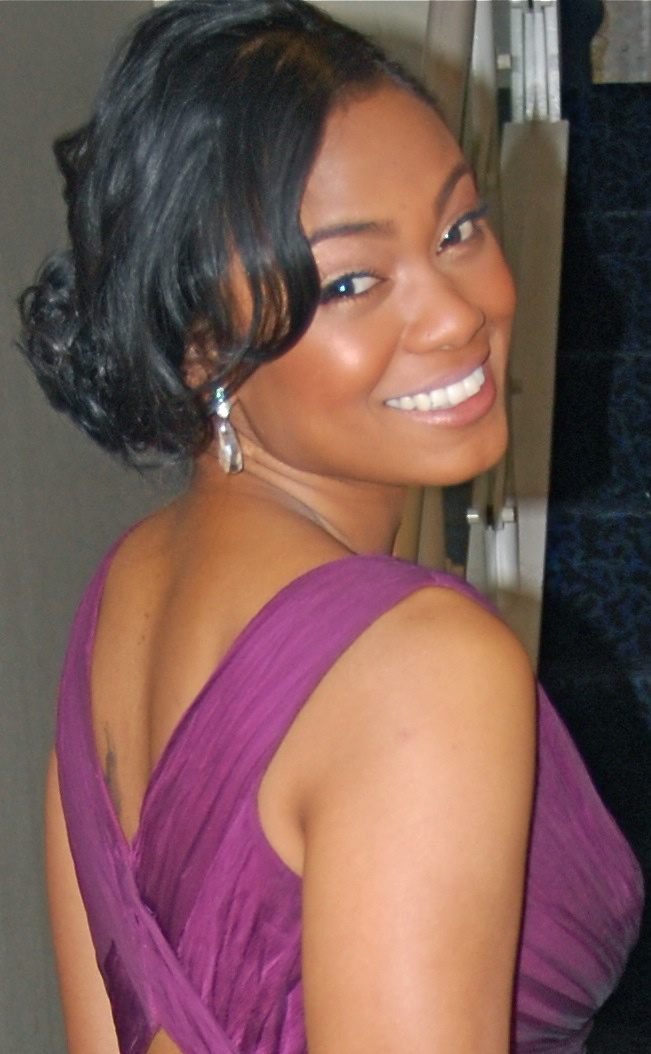
Tatyana Ali em 2009

Em 2007, ela participou de vários curta-metragens produzidos pelos participantes do programa On the Lot, e de vários episódios da telenovela de sucesso, The Young and the Restless, como Roxanne. Atualmente, ela trabalha em seu segundo álbum, que ela destaca como um "esforço independente".
Ali também estrelou em Nora's Hair Salon e Nora's Hair Salon 2: A Cut Above. Em Janeiro de 2014, Ali lançou um novo EP intitulado Hello, com seu primeiro sendo single "Wait For It", que ela também se apresentou no The Arsenio Hall Show em 4 de Fevereiro de 2014.
Tatyana entrou para o elenco de Bel-Air (série de televisão) na segunda temporada, série que é uma versão dramática de Um Maluco no Pedaço, sitcom na qual a atriz atuou durante a adolescência. Ela será uma professora que irá interagir com a nova Ashley.

## Vida pessoal
De 1994 a 2000 manteve um relacionamento amoroso com o ator Jonathan Brandis, que foi seu primeiro namorado. O término se deu a divergências constantes na relação. Nesta época a cantora vivia em Los Angeles, cidade onde foi criada. Após o término do relacionamento, foi viver sozinha em Cambridge. Após outros relacionamentos, e já formada, mudou-se para Nova Iorque. Em 2014 iniciou um relacionamento afetivo com o professor de inglês da Universidade de Stanford e também médico Vaughn Rasberry. Eles se conheceram no eHarmony, um aplicativo de namoro norte-americano. Em 2015 Tatyana mudou-se de Nova Iorque, onde vivia, e foi morar com seu namorado no apartamento dele em Palo Alto. Em 31 de março de 2016 ficaram noivos. Em 17 de julho do mesmo ano, grávida de sete meses, casou-se em uma cerimônia íntima na mansão do casal, que eles compraram em Beverly Hills, cidade onde vive atualmente. Em 23 de setembro de 2016, em Beverly Hills, deu à luz de cesariana a seu primeiro filho, Edward Aszard Ali Rasberry. Em abril de 2019 anunciou estar a espera de seu segundo filho.
A artista formou-se em história pela Universidade de Harvard em 2006. Durante a graduação participou de monitorias e pesquisa de iniciação científica, também fazendo parte da comissão de ética universitária, em busca de melhorias infraestruturais e inserção das minorias na universidade. Em 2008, na mesma universidade, concluiu seu mestrado em governo afro-americano. Seu tema de pesquisa foi a relação da população negra em relação as políticas públicas governamentais, se elas são de fato, efetivas ou não, para proteger esta população, e o quanto os negros se sentem seguros com o governo norte-americano.
Tatyana Ali viajou por todo seu país como porta-voz da campanha presidencial de Barack Obama, em 2008, e participou das campanhas de registro de eleitores nos campi universitários, sendo líder no movimento estudantil a favor do presidente. Desde 2012 participa de campanhas sindicais que apóiam a candidatura das minorias sociais.

## Filmografia

### Filme
| Ano  | Título                              | Papel             |
| ---- | ----------------------------------- | ----------------- |
|      | Eddie Murphy Raw                    | Eddie's Sister    |
| 1988 | Crocodile Dundee II                 | Park Girl         |
| 1988 | Wow, You're a Cartoonist!           | Child Cartoonist  |
| 1997 | Fakin' da Funk                      | Karyn             |
| 1997 | Kiss the Girls                      | Janell Cross      |
| 1998 | The Clown at Midnight               | Monica            |
| 1999 | Jawbreaker                          | Brenda            |
| 2000 | Brother                             | Latifa            |
| 2001 | The Brothers                        | Cherie Smith      |
| 2003 | National Lampoon Presents Dorm Daze | Claire            |
| 2004 | Nora's Hair Salon                   | Lilleana          |
| 2005 | Back in the Day                     | Alicia Packer     |
| 2005 | Domino One                          | Laeticia Richards |
| 2006 | Glory Road                          | Tina Malichi      |
| 2006 | A Warm Place                        | Clair Andrews     |
| 2007 | The List                            | Cynthia           |
| 2008 | Down & Out                          |                   |
| 2008 | Nora's Hair Salon 2: A Cut Above    | Lilleana          |
| 2008 | Hotel California                    | Jessie            |
| 2009 | Mother and Child                    | Maria             |
| 2010 | Pete Smalls Is Dead                 | Cocktail Waitress |
| 2012 | Privileged                          | Talia             |
| 2012 | Dysfunctional Friends               | Alex              |
| 2014 | Locker 13                           | Lucy              |
| 2014 | Comeback Dad                        | Nima              |
| 2015 | November Rule                       | Leah              |

### Televisão
- 2008 The Young and the Restless como Roxanne
- 2003 Half & Half como Olivia
- 2002 Fastlane como Shelly
- 1997 413 Hope St. como Kai
- 1996 The Fresh Prince of Bel-Air como Ashley Banks
- 1996 Living Single como Stephanie James
- 1995 In the House como Ashley Banks
- 1994 Are You Afraid of the Dark? como Connie
- 1993 Getting By como Nicole Alexander
- 1990 Sesame Street como Tatyana
- 1989 A Man Called Hawk como Michelle

### Streaming
- 2023 Bel-Air como Mrs. Hughes

## Discografia

### Álbuns
| Ano  | Álbum        | Posições na Parada de Pico |
| ---- | ------------ | -------------------------- |
| 1998 | Kiss the Sky | #47 US, #41 UK             |
| 2014 | Hello (EP)   | —                          |

### Single
| Ano  | Single                                    | EUA | EUA R&B | GBA | Álbum        |
| ---- | ----------------------------------------- | --- | ------- | --- | ------------ |
| 1998 | "Day Dreamin'"                            | 6   | —       | 5   | Kiss The Sky |
| 1998 | "Boy You Knock Me Out" (feat. Will Smith) | —   | —       | 3   | Kiss The Sky |
| 1998 | "Everytime"                               | —   | 73      | 20  | Kiss The Sky |
| 1998 | "Kiss the Sky" (feat. Marion)             | —   | —       | 8   | Kiss The Sky |
| 2008 | "It's Alright"                            | —   | —       | —   | The Light    |

## Prêmios e Indicações
| Ano  | Premiação           | Categoria                                         | Indicado(s)                                | Resultado |
| ---- | ------------------- | ------------------------------------------------- | ------------------------------------------ | --------- |
| 1997 | Image Awards        | Melhor atriz/ator juvenil                         | Tatyana Ali por The Fresh Prince of Belair | Indicado  |
| 1997 | YoungStar Awards    | Melhor performance de atriz jovem em uma sitcom   | Tatyana Ali por The Fresh Prince of Belair | Vencedor  |
| 1996 | Image Awards        | Melhor atriz/ator juvenil                         | Tatyana Ali por The Fresh Prince of Belair | Vencedor  |
| 1996 | Kids' Choice Awards | Atriz de televisão favorita                       | Tatyana Ali por The Fresh Prince of Belair | Indicado  |
| 1995 | Young Artist Awards | Melhor comediante jovem em uma série de televisão | Tatyana Ali por Name Your Adventure        | Indicado  |
| 1994 | Young Artist Awards | Melhor comediante jovem em uma série de televisão | Tatyana Ali por The Fresh Prince of Belair | Indicado  |
| 1993 | Young Artist Awards | Melhor comediante jovem em uma série de televisão | Tatyana Ali por The Fresh Prince of Belair | Indicado  |
| 1992 | Young Artist Awards | Melhor comediante jovem em uma série de televisão | Tatyana Ali por The Fresh Prince of Belair | Indicado  |
| 1991 | Young Artist Awards | Melhor comediante jovem em uma série de televisão | Tatyana Ali por The Fresh Prince of Belair | Vencedor  |